# Rosario Fiorello
Rosario Tindaro Fiorello (Catania, 16 de mayo de 1960), también conocido por su nombre artístico Fiorello, es un presentador de televisión, humorista y cantante italiano.

## Biografía
Fiorello nació en Catania y pasó la mayor parte de su infancia en Augusta, siendo el mayor de cuatro hermanos. Dos de ellos también han hecho carrera en televisión: Catena Fiorello y Giuseppe Fiorello.
Tras completar la secundaria compaginó varios empleos con actuaciones como humorista y animador en zonas turísticas, hasta que en 1989 fue descubierto por Bernardo Cherubini, el hermano de Jovanotti, quien le presentó al director de Radio Deejay. De ahí pasó a trabajar como presentador en radio y televisión, debutando en Deejay Beach junto con Amadeus y en Deejay Television en Italia 1.
Entre 1992 y 1994 presentó Karaoke, un programa de televisión en Italia 1 que recorría las principales ciudades del país e invitaba a la gente a participar en un karaoke, y que fue adaptado en España por Telecinco. A raíz del éxito de este espacio, Fiorello llegó a participar en el Festival de San Remo de 1995. Posteriormente condujo otros programas en los canales de Mediaset como Buona Domenica (1996-1997), Superboll (1998-1999) y el Festivalbar entre 1998 y 2000, y también hizo papeles como actor de doblaje en películas de animación.
En 2001 fue contratado por la RAI para presentar el show de variedades Stasera pago io durante tres temporadas, y también colaboró en las ediciones de San Remo de 2001 y 2002. No obstante, su espacio más popular en la radiotelevisión pública fue el programa Viva Radio 2, que condujo junto a Marco Baldini en Rai Radio 2 desde 2001 hasta 2008. La fórmula de este espacio estaba centrada en entrevistas, imitaciones de famosos y sketches. Tras un fallido paso por Sky Italia, regresó a la RAI en 2011 con el show de variedades Il più grande spettacolo dopo il weekend.
Entre 2011 y 2017 condujo el programa de radio multimedia Edicola Fiore, que subía a través de su propio sitio web y que también pudo verse en Sky Uno, TV8 y otras plataformas.
La RAI le recuperó en 2019 con el programa Viva RaiPlay!, muy similar a Edicola Fiore y pensado para impulsar el servicio digital RaiPlay. Actualmente presenta el programa matinal Viva Rai2! en la segunda cadena desde 2022, en colaboración con Fabrizio Biggio, Mauro Casciari y Alessia Marcuzzi, y también ha ayudado a Amadeus en la conducción del Festival de San Remo desde 2020 hasta 2024.